# Chloe Lang (Schauspielerin)
Chloe Lourenco Lang (* 14. November 2001 in Connecticut) ist eine US-amerikanische Schauspielerin und Tänzerin.

## Karriere
Ihr Schauspieldebüt gab Lang 2007 in der britischen Fernsehserie Doctors. Von 2013 bis 2014 spielte Lang in der isländischen Fernsehserie LazyTown die Hauptrolle der Stephanie Splitz.  Sie trat damit die Nachfolge von Julianna Rose Mauriello an. Zuvor war sie in verschiedenen Werbespots zu sehen. Lang begann im Alter von zwei Jahren mit dem Tanzen und hat erfolgreich an Tanzwettbewerben teilgenommen.